# Träd Fu Tom
Träd Fu Tom, på engelska Tree Fu Tom, är en brittisk tv-serie för barn i åldern 2-6 år, som visas på SVT Barnkanalen. Serien är datoranimerad, utom en kort scen i början och slut av varje avsnitt som är filmad med en levande skådespelare (Adam Henderson).
Berättelsen utspelar sig i en magisk minivärld i toppen av ett träd. Huvudfiguren Tom är en mänsklig pojke, som med hjälp av sitt magiska kraftbälte förvandlar sig till en miniatyrvarelse och beträdar trädriket Trätopolis och träffar dess invånare, mestadels antropomorfa leddjur, och upplever magiska äventyr tillsammans med dem. I varje avsnitt finns inslag där Tom ledar tittarna i att göra vissa "magiska rörelser" för att "kasta magin till honom". Syftet är att uppmuntra barn till kroppslig aktivitet. Rörelserna är speciellt framtagna för att hjälpa barn med dyspraxi.

## Rollfigurer
- Tom, Tom, hjälten, en pojke med ett magiskt bälte.
- Kvick, Twigs, ett slags trädande
- Zigzoo, Zigzooreen, en trädgroda, uppfinnare av typen "galen vetenskapsman".
- Suggo, Squirmtum, en klotgråsugga.
- Ariela, Ariela, en fjäril, en tuff cowboyflicka.
- Gammel-Sven, Rickety McGluman, en gammal spindel.
- Träd-Mor, Treetog The Tree Spirit, Trätopolis ledare.
- Pösa och Stink, Puffy and Stink, bror och syster, två elaka svampar som ofta orsakar trubbel i trädriket.